# Almuñécar
Almuñécar település Spanyolországban, Granada tartományban. Almuñécar Ítrabo, Otívar, Salobreña, Jete és Nerja községekkel határos. Lakosainak száma 27 311 fő (2024).

## Népesség
A település népessége az elmúlt években az alábbi módon változott:
| Lakosok száma | 21 623 | 23 073 | 26 264 | 27 696 | 27 754 | 27 195 | 27 397 | 26 514 | 25 890 | 27 311 |
|               | 2001   | 2004   | 2006   | 2009   | 2011   | 2014   | 2016   | 2019   | 2021   | 2024   |